# دورة ميتونية

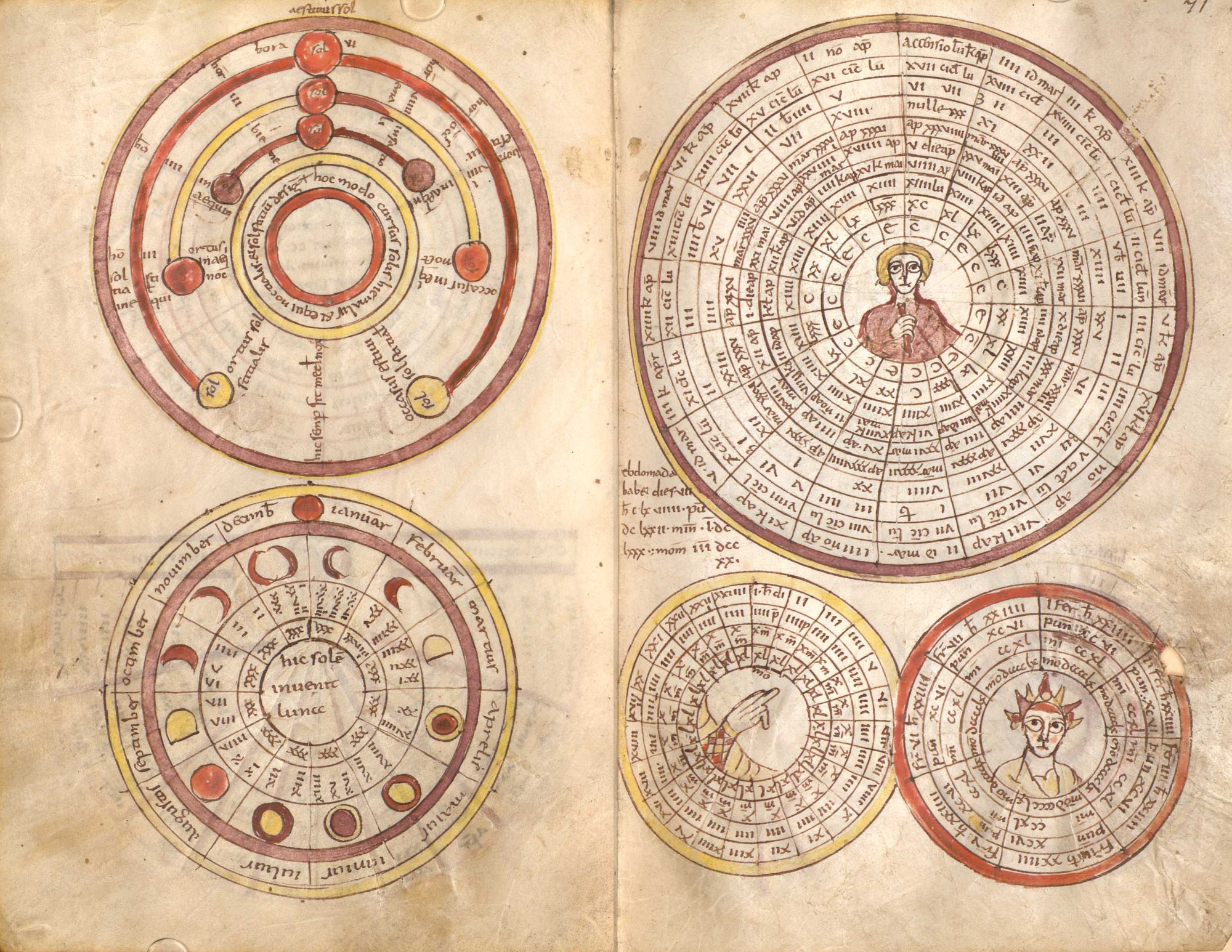

الدورة الميتونية من الأهمية بمكان في تاريخ علم الفلك وحاضره، ذلك بأنها عبارة عن دورة من 19 عاما للتنسيق بين الدورتين الشمسية والقمرية، كما تدعى هذه الدورة الميتونية، نسبة إلى ميتون الذي اقترحها في العام 432 ق.م.
والدورة الميتونية هامة جداً بالنسبة لليهود والكنائس الشرقية.

## أهمية الدورة عند اليهود
يتخذ اليهود هذه الدورة أساسا في التقويم العبري، ذلك بأن السنة القمرية هي الأساس عند اليهود، والشريعة اليهودية تحتم أن يكون عيد الفصح في الربيع ولو تُرك الأمر للسنة القمرية العادية لانتقل العيد بين فصول السنة، لذلك أخذ اليهود بزيادة شهر كامل في السنة الكبيسة عندهم، وأخذوا بقواعد الدورة الميتونية، بحيث يتم التأليف بين الدورتين الشمسية والقمرية، رغم وجود فارق بين السنة الشمسية والقمرية حوالي 11 يوما، فيتم إضافة شهر كامل للسنة القمرية كل ثلاثة أعوام على الأغلب وليس دائما، فتكون السنة الكبيسة ثلاثة عشر شهرا، فهي دورة تتكون من تسعة عشر (19) عاما بها 12 سنة بسيطة و7 سنوات كبيسة حتى تتوافق الدورتان الشمسية والقمرية، والسنوات الكبيسة في هذه الدورة تكون على النحو التالي : العام الثالث (3) والسادس (6) والثامن (8) والحادي عشر (11) والرابع عشر (14) والسابع عشر (17) والتاسع عشر (19).
ويتكون فارق في هذه الدورة مقداره ثلاثة أيام، لذلك يتم إضافة هذه الأيام كل بضعة سنوات على شهري حشوان وكسيلو العبريين، ويفتخر اليهود بتقويمهم حيث يعتبرونه الوحيد الذي يجمع بين الدورتين الشمسية والقمرية.

## استخدام الدورة في الكنائس الشرقية
لهذه الدورة أهمية كبرى عند الكنائس الشرقية لا سيما الكنيسة القبطية في مصر حيث يتم عن طريقها تحديد عيد القيامة الذي يشترطون فيه أن يكون أول أحد بعد عيد الفصح اليهودي، خلافا للكنائس الغربية الذين يعتمدون على التقويم الجريجوري ، وأقامت الكنيسة القبطية على أساس الدورة الميتونية ما يسمى حساب الأبقطي، لتحديد ميعاد ذبح الخروف عند اليهود ، ولكن حساب الأبقطي تعامل مع الدورة القمرية على أساس أن السنة القمرية دائما 354 يوما في السنة البسيطة و384 في السنة الكبيسة، على الرغم من أن السنة عند اليهود ستة أنواع هي :
1. بسيطة معتدلة وطولها 354 يوماً .
2. بسيطة زائدة وطولها 355 يوماً .
3. بسيطة ناقصة وطولها 353 يوماً .
4. كبيسة معتدلة وطولها 384 يوماً .
5. كبيسة زائدة وطولها 385 يوماً .
6. كبيسة ناقصة وطولها 383 يوماً .
كما أن حساب الأبقطي للمدقق فيه يجد أنه يتعامل مع السنة الشمسية على أنها 365 يوما، ولم يراعِ طول السنة الشمسية وهو 365.25 تقريبا، لذلك يتم إضافة سنة كبيسة كل أربعة أعوام، وهذا هو الذي يفسر الفرق دائما ما بين حساب الأبقطى لفصح اليهود والتاريخ الفعلي عند اليهود أنفسهم، ولكن تبقى أهمية الدورة الميتونية في حساب الأبقطي إذ هو الأساس في تحديد عيد القيامة، وأيضا عيد شم النسيم المصري المرتبط بعيد القيامة المسيحي.

## الدورة الميتونية عند المسلمين
الإسلام يشجع على الحساب والمواقيت والنظر في الفلك ولم يخصص دورة فلكية معينة لحساب الزمان والأمر متروك. واعتمد المسلمون شهورا قمرية لاعتماد السنة الهجرية الإدارية حسب التقويم الهجري منذ عهد للخليفة عمر بن الخطاب. كما استحدث المسلمون السنة الهجرية الشمسية في تقاويم زراعية، وفي العصر الحديث يتم استخدام التقويم الشمسي الميلادي، ولا يوجد مانع ديني لاعتماد أي تقويم لشؤون الحياة. ويشير القرآن لاعتماد شهور قمرية عند احتساب الأشهر الحرم مع الاختلاف في كبسها حسب الدورة الميتونية لتوافق السنة الفصلية. ويقول الله سبحانه في القرآن : «إِنَّ عِدَّةَ الشُّهُورِ عِندَ اللهِ اثْنَا عَشَرَ شَهْرَاً فِي كِتَابِ اللهِ يَوْمَ خَلَقَ السَّمَاوَاتِ وَ الْأَرْضَ مِنْهَا أَرْبَعَةٌ حُرُمٌ ذَلِكَ الدِّينُ الْقَيِّمُ» (التوبة :36). ويستخدم المسلمون هذه الآية لاحتساب مواسم الأعياد وأشهر العبادة ذي الحجة و رمضان. وقد بحث القليل من العلماء في إدراج الكبس في عدة الشهور لتواكب الدورة الميتونية وبأن التفاسير لا تنفي استخدام الفلك في احتساب المناسبات الدينية باستخدام دورات الشمس قمرية سواء كانت ميتونية أو غيرها، ويرجح البعض أن العمل بها كان مستخدما في عصر ما قبل الإسلام حتى تأريخ الخليفة عمر بن الخطاب، إلا أن هذه الأطروحة لم تلق رواجا.